# Stefanos Xanthoudidis
Stefanos Antoniou Xanthoudidis (griechisch Στέφανος Αντωνίου Ξανθουδίδης; * 1864 in Avdou auf Kreta; † 19. September 1928 in Iraklio) war ein griechischer Archäologe und Neogräzist. Neben seinen bedeutenden Beiträgen zur archäologischen Erforschung Kretas veröffentlichte er eine kritische Ausgabe des Erotokritos.

## Biografie
Er wurde in dem 7 km südlich von Malia gelegenen Dorf Avdou geboren. Er ging in Avdou, danach in Neapoli und schließlich in Iraklio zur Schule. An der Universität Athen studierte er Philologie. In Iraklio wurde er Sekretär des Bildungsvereins von Iraklio (griechisch Φιλεκπαιδευτικός Σύλλογος Ηρακλείου). Zusammen mit Iosif Chatzidakis trieb er die archäologische Erforschung Kretas voran und von 1904 bis 1912 veranlassten sie den Bau des Archäologischen Museums von Iraklio. Von 1900 bis 1915 war Stefanos Xanthoudidis Ephoros der Altertümer des Kretischen Staats und von danach Ephoros der Altertümer der 10. griechischen Ephorie. Ab 1923 wurde er Direktor des Archäologischen Museums von Iraklio. Er war an zahlreichen archäologischen Ausgrabungen beteiligt und befasste sich mit mittelalterlicher Geschichte und Sprache Kretas. So grub er 1917 in Dreros und entdeckte 1918 die Minoische Villa von Nirou Chani. Er verfasste Bücher zur kretischen Geschichte, Archäologie und Volkskunde.
Kurz vor seinem Tod wurde er Mitglied der Akademie von Athen. Am 19. September 1928 starb er an den Folgen eines Herzinfarkts.

## Veröffentlichungen (Auswahl)
- Cretan kernoi. In: Annual of the British School at Athens 12, 1905–1906, S. 9–23 (Digitalisat).
- (Hrsg.): Βιτζέντζου Κορνάρου Ερωτόκριτος. Έκδοσις κριτική γενομένη επί τη βάσει των πρώτων πηγών μετ' εισαγωγής, σημειώσεων & γλωσσαρίου υπό Στεφάνου Α. Ξανθουδίδου, η επισυνάπτονται πραγματεία του καθηγητού της γλωσσολογίας Γεωργίου Ν. Χατζιδάκι περί της γλώσσης και γραμματικής του Ερωτόκριτου και οκτώ φωτοτυπικοί πίνακες εκ του χειρογράφου. Herakleion 1915 (Digitalisat).
- Μέγας Πρωτομινωικός Τάφος Πύργου. 1918 (Digitalisat).
- Οδηγός Μουσείου Ηρακλείου. Herakleion 1921 (Digitalisat).
- The vaulted tombs of Mesará. An account of some early cemeteries of southern Crete. London 1924 (Digitalisat).